# Ștefan Bodișteanu
Ștefan Bodișteanu (Chișinău, 1º febbraio 2003) è un calciatore moldavo con cittadinanza rumena, centrocampista del Botoșani e della nazionale moldava.

## Carriera

### Club
Ha iniziato la sua carriera calcistica con la maglia del Viitorul Costanza, con cui ha debuttato il 29 luglio 2019 nell'incontro di Liga I perso 2-0 contro l'Hermannstadt. Nell'ottobre seguente è stato nominato dal quotidiano inglese The Guardian uno dei sessanta migliori giovani giocatori nati nel 2004 in tutto il mondo.
Nel luglio del 2022 è passato in prestito al CSA Steaua Bucarest e la stagione successiva l'ha trascorsa, sempre in prestito, all'Oțelul Galați. Il 10 luglio 2024 è passato a titolo definitivo al Botoșani.

### Nazionale
Dopo avere militato nelle nazionali giovanili rumene dall'Under-15 all'Under-20, nel febbraio 2025 dichiara di volere rappresentare la Moldavia, sua nazione natia, da cui è stato convocato per la prima volta il 3 marzo del medesimo anno.

## Statistiche

### Presenze e reti nei club
Statistiche aggiornate al 27 ottobre 2024
| Stagione        | Squadra             | Campionato      | Campionato | Campionato | Coppe nazionali | Coppe nazionali | Coppe nazionali | Coppe continentali | Coppe continentali | Coppe continentali | Altre coppe | Altre coppe | Altre coppe | Totale | Totale | Totale |
| Stagione        | Squadra             | Comp            | Pres       | Reti       | Comp            | Pres            | Reti            | Comp               | Pres               | Reti               | Comp        | Pres        | Reti        | Pres   | Reti   |        |
| --------------- | ------------------- | --------------- | ---------- | ---------- | --------------- | --------------- | --------------- | ------------------ | ------------------ | ------------------ | ----------- | ----------- | ----------- | ------ | ------ | ------ |
| gen.2020-2020   | Viitorul Costanza   | L1              | 3          | 0          | CR              | 0               | 0               | -                  | -                  | -                  | -           | -           | -           | 3      | 0      |        |
| 2020-2021       | Viitorul Costanza   | L1              | 4          | 0          | CR              | 0               | 0               | -                  | -                  | -                  | -           | -           | -           | 4      | 0      |        |
| 2021-2022       | Farul Costanza      | L1              | 2          | 0          | CR              | 1               | 0               | -                  | -                  | -                  | -           | -           | -           | 3      | 0      |        |
| 2022-2023       | CSA Steaua Bucarest | L2              | 23         | 5          | CR              | 0               | 0               | -                  | -                  | -                  | -           | -           | -           | 23     | 5      |        |
| 2023-2024       | Oțelul Galați       | L1              | 35         | 2          | CR              | 6               | 0               | -                  | -                  | -                  | -           | -           | -           | 41     | 2      |        |
| 2024-2025       | Botoșani            | L1              | 13         | 1          | CR              | 0               | 0               | -                  | -                  | -                  | -           | -           | -           | 13     | 1      |        |
| 2025-2026       | Botoșani            | L1              | 0          | 0          | CR              | 0               | 0               | -                  | -                  | -                  | -           | -           | -           | 0      | 0      |        |
| Totale carriera | Totale carriera     | Totale carriera | 79         | 8          |                 | 7               | 0               |                    | -                  | -                  |             | -           | -           | 86     | 8      |        |